# En riktig man
En riktig man (engelska: A Man in Full) är en roman av Tom Wolfe, ursprungligen utgiven på engelska 1998. Den publicerades i svensk översättning av Caj Lundgren 1999.
Handlingen utspelar sig mestadels i staden Atlanta. Romanen skildrar en brokig skara karaktärer. Dessa inkluderar Charles Croker, en fastighetsmogul och medlem av Atlantas societet som plötsligt står inför konkurs; Martha Croker, hans första fru, som försöker behålla sin sociala ställning utan sin man; Ray Peepgass, som brottsligen försöker dra nytta av Crokers fall; Roger White II, en framstående svart advokat; och Conrad Hensley, en ung man i fängelse som upptäcker stoisk filosofi.
Litteraturkritikern Mats Gellerfelt beskrev den som "en praktfull skröna med på den gamla följetongsromanens vis utvikningar åt alla håll, fascinerande huvud- och bipersoner, social kritik och satir. Det är uppsluppet och träffsäkert, roligt och tankeväckande men samtidigt med en underliggande vrede över en kultur där värdena, andra än de materiella, förvandlats och förvandlas till aska".
Miniserien En riktig man (2024) är baserad på boken.